# Michel Pansard
Michel Pansard, né le 16 juillet 1955 à Rennes, est un évêque catholique français, évêque du diocèse d'Évry-Corbeil-Essonnes depuis le 1er août 2017 après avoir passé douze ans à la tête du diocèse de Chartres.

## Biographie

### Jeunesse et formation
Originaire de Plénée-Jugon en Côtes d'Armor. Son père est ingénieur de l'industrie automobile, sa mère employée de bureau. À la suite d'une mutation de son père il arrive dans les Hauts-de-Seine en 1970.
Ayant fait ses études en vue du sacerdoce au séminaire Saint-Sulpice à Issy-les-Moulineaux, Michel Pansard est titulaire d'une maîtrise de théologie obtenue à l'Institut catholique de Paris.

### Ministère presbytéral
Ordonné prêtre le 19 juin 1982 pour le diocèse de Nanterre, il passe le début de son ministère à Sceaux où il est vicaire et aumônier des lycées et collèges.
En 1985, il est envoyé en mission d'étude à l'Institut catholique de Paris.
En 1998, il devient enseignant en théologie dogmatique et directeur au séminaire Saint-Sulpice à Issy-les-Moulineaux jusqu'en 2000 où il est nommé vicaire général du diocèse de Nanterre.

### Ministère épiscopal

#### Évêque de Chartes

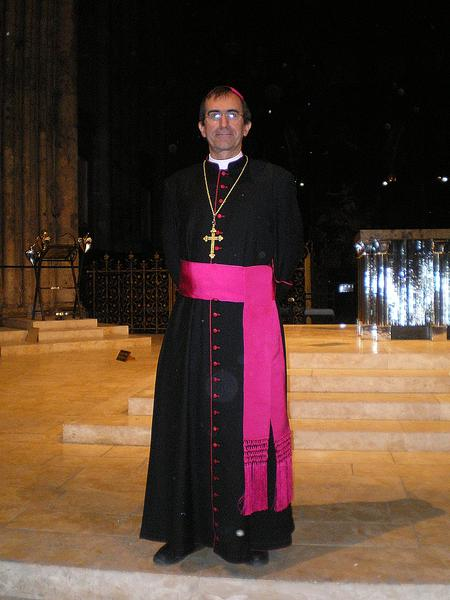
Michel Pansard, cathédrale de Chartres, devant le mobilier liturgique Goudji.

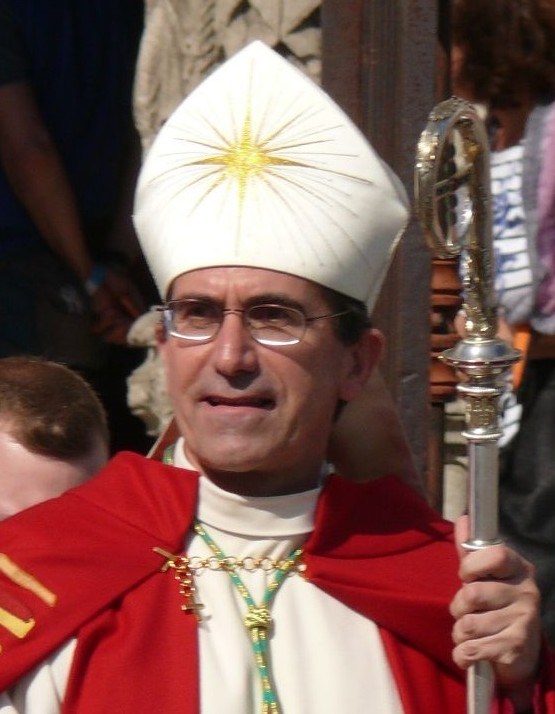
Michel Pansard sur le seuil de la cathédrale de Chartres, en chape.

Nommé évêque du diocèse de Chartres le 21 décembre 2005, il a été consacré le 5 février 2006 par Bernard-Nicolas Aubertin assisté de Gérard Daucourt et Francis Deniau.
Au sein du diocèse de Chartres, il met en œuvre la réforme territoriale qui de 2009 à 2011 ramène le nombre de paroisses à 23 et demande à chacune d'écrire son projet pastoral. Il rassemble et installe les services diocésains, l'enseignement catholique, la radio diocésaine et le secours catholique dans une nouvelle maison diocésaine aménagée dans l'ancien couvent des visitandines, rue d'Aligre à Chartres. Il déménage l'évêché de la place Jean-Moulin à la rue Saint-Éman. Enfin, en 2017, lors de la semaine sainte, il fait rentrer le diocèse dans une démarche synodale.
Poursuivant l’œuvre liturgique de son prédécesseur Jacques Perrier, il demande en 2008 à Goudji de réaliser un ensemble de vases liturgiques, puis, en 2017 de créer une croix reliquaire monumentale suspendue au-dessus de l'autel, à la croisée du transept. En remerciement de la contribution insigne de Goudgi au mobilier liturgique contemporain de la cathédrale, il le nomme chanoine d'honneur de la cathédrale.
A son départ du diocèse on recense une dizaine de prêtre ordonnés de ses mains. Il célèbre sa messe d'action de grâce le 24 septembre 2017 dans la cathédrale .

#### Évêque d’Évry
Le 1er août 2017, le pape François le nomme évêque du diocèse d'Évry-Corbeil-Essonnes. Son installation a lieu le 1er octobre suivant. 
En 2020, il initie un synode pour son nouveau diocèse.

### Fonctions au sein de la Conférence des évêques de France
Au sein de la conférence des évêques de France, il est membre du Conseil pour les questions familiales et sociales de 2007 à 2011. Il a été président du Conseil pour les mouvements et associations de fidèles de 2011 à 2017. Depuis 2017 il est membre de la Commission épiscopale pour la liturgie et la pastorale sacramentelle. 